# Борис Юрійович

Борис Юрійович (? — 2 травня 1159) — князь білгородський (1149 — 1150), турівський (1154 — 1157), кидекшанський (1157 — 1159), син Юрія Долгорукого.
Після утвердження Юрія Долгорукого на київському великокнязівському столі 1149 року був призначений його намісником в Білгороді, в 1154 році — в Турові. Після смерті батька (1157) покинув південь і був єдиним з родичів Андрія Боголюбського, який отримав спадок на півночі.
Борис Юрійович помер 2 травня 1159 року в місті Суздалі.
Дружину Бориса звали Марія. На думку Н. А. Баумгартена, в період великого князювання Юрія Долгорукого в Києві Ярослав Юрійович одружився з дочкою його сина Бориса, Єфросинією.
Похований в усипальниці при церкві Бориса і Гліба в Кидекші, там же ж покояться його дружина і дочка.

## Родина
Дружина — Марія, невідомого походження.
Дочка — Єфросинія.